# District de Nakatsugaru
Le district de Nakatsugaru (中津軽郡, Nakatsugaru-gun) est un district de la préfecture d'Aomori, au Japon.

## Géographie

### Démographie
Lors du recensement national de 2000, la population du district de Nakatsugaru était de 18 180 habitants répartis sur une superficie de 496 km2.

### Municipalités du district
- Nishimeya